# Jorge Acuña
Jorge Acuña, född 31 juli 1978 i Ovalle, är en chilensk fotbollsspelare som för tillfället spelar för Unión San Felipe.
I Chile gjorde Acuña sin professionella debut 1999 med Unión Española. Efter endast en säsong flyttade Acuña vidare till Universidad Católica. Där stannade han i tre år.
2002 skrev Acuña kontrakt med den nederländska klubben Feyenoord. 2005 lånades chilenaren ut till Roosendaal. Där spelade han till sommaren 2006 då kontraktet gick ut. Slutligen skrev Acuña på för den chilenska klubben Universidad de Chile.